# SURF2
SURF2 هوَ بروتين يُشَفر بواسطة جين SURF2 في الإنسان.